# Aero Spacelines Pregnant Guppy
L'Aero Spacelines Pregnant Guppy era un quadrimotore da trasporto a fusoliera allargata sviluppato dall'azienda statunitense Aero Spacelines nei primi anni sessanta.
Ricavato sulla base del precedente Boeing 377 Stratocruiser, modificato per trasportare carichi eccezionali, il Pregnant Guppy è stato il primo aereo prodotto dall'azienda statunitense  e venne utilizzato principalmente dalla NASA, l'ente spaziale statunitense, per il trasporto dei singoli componenti utilizzati nel programma Apollo.
L'impostazione del modello venne successivamente ripresa per velivoli destinati a simili impieghi operativi, come l'Airbus A300-600ST Beluga e il Boeing 747 LCF destinato al trasporto dei componenti del Boeing 787.

## Velivoli comparabili
- Airbus A300-600ST Beluga (1994), 5 aerei sviluppati dall'Airbus A300-600
- Pregnant Guppy (1962), 1 aereo [N1024V] sviluppato dal Boeing 377 Stratocruiser
- Super Guppy (1965), 5 aerei [N1038V, N211AS, N212AS, F-GDSE, F-GEAI] sviluppati dal Boeing C-97 Stratofreighter
- Mini Guppy (1967), 2 aerei [N1037V, N111AS] sviluppati dal Boeing 377 Stratocruiser
- Boeing 747 LCF (2006), 3 aerei sviluppati dal Boeing 747-400